# Allée Maria-Callas
L'allée Maria-Callas est une voie du 16e arrondissement de Paris, en France.

## Situation et accès

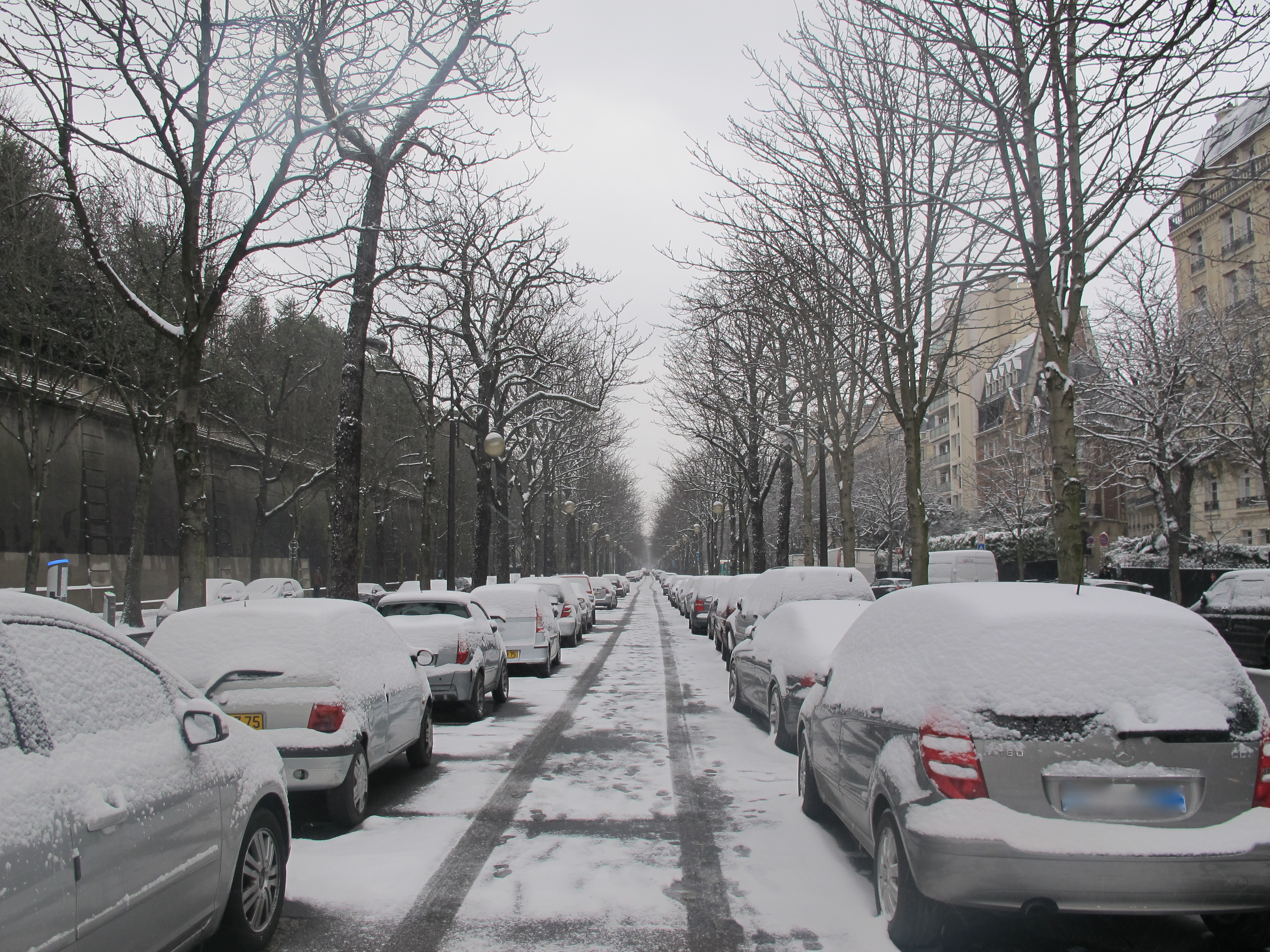
L'allée Maria-Callas sous la neige.

L'allée Maria-Callas est une voie publique située dans le 16e arrondissement de Paris. Elle débute au 2, avenue Georges-Mandel et se termine au no 56 de la même avenue.
Il s'agit du terre-plein central de l'avenue.
Elle se situe dans le prolongement de l'allée Pierre-Christian-Taittinger, terre-plein central de l'avenue Henri-Martin.

## Origine du nom
Elle porte le nom de la cantatrice Maria Kalogéropoulos dite Maria Callas (1923-1977).
La Callas est morte avenue Georges-Mandel.

## Historique
Cette voie est créée sous sa dénomination actuelle par un arrêté municipal du 12 décembre 2000.